# Jean Louis

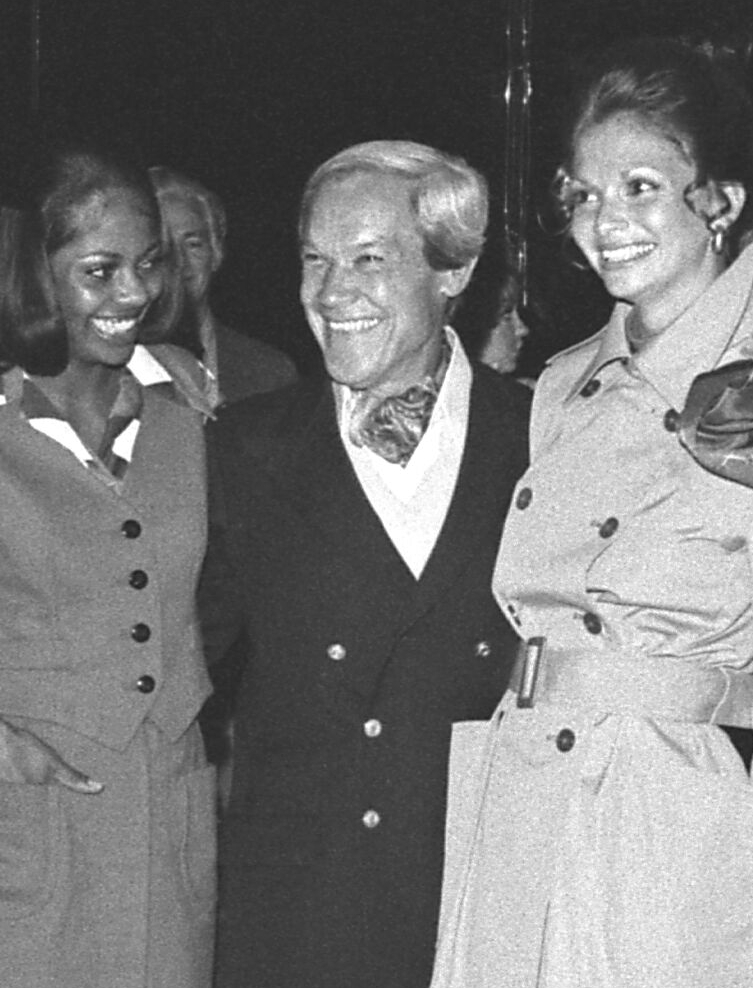
Jean Louis (1973)

Jean Louis (* 5. Oktober 1907 in Paris; † 20. April 1997 in Palm Springs, Kalifornien; eigentlich Jean Louis Berthault) war ein französisch-US-amerikanischer Kostümbildner und Modedesigner.

## Leben und Wirken

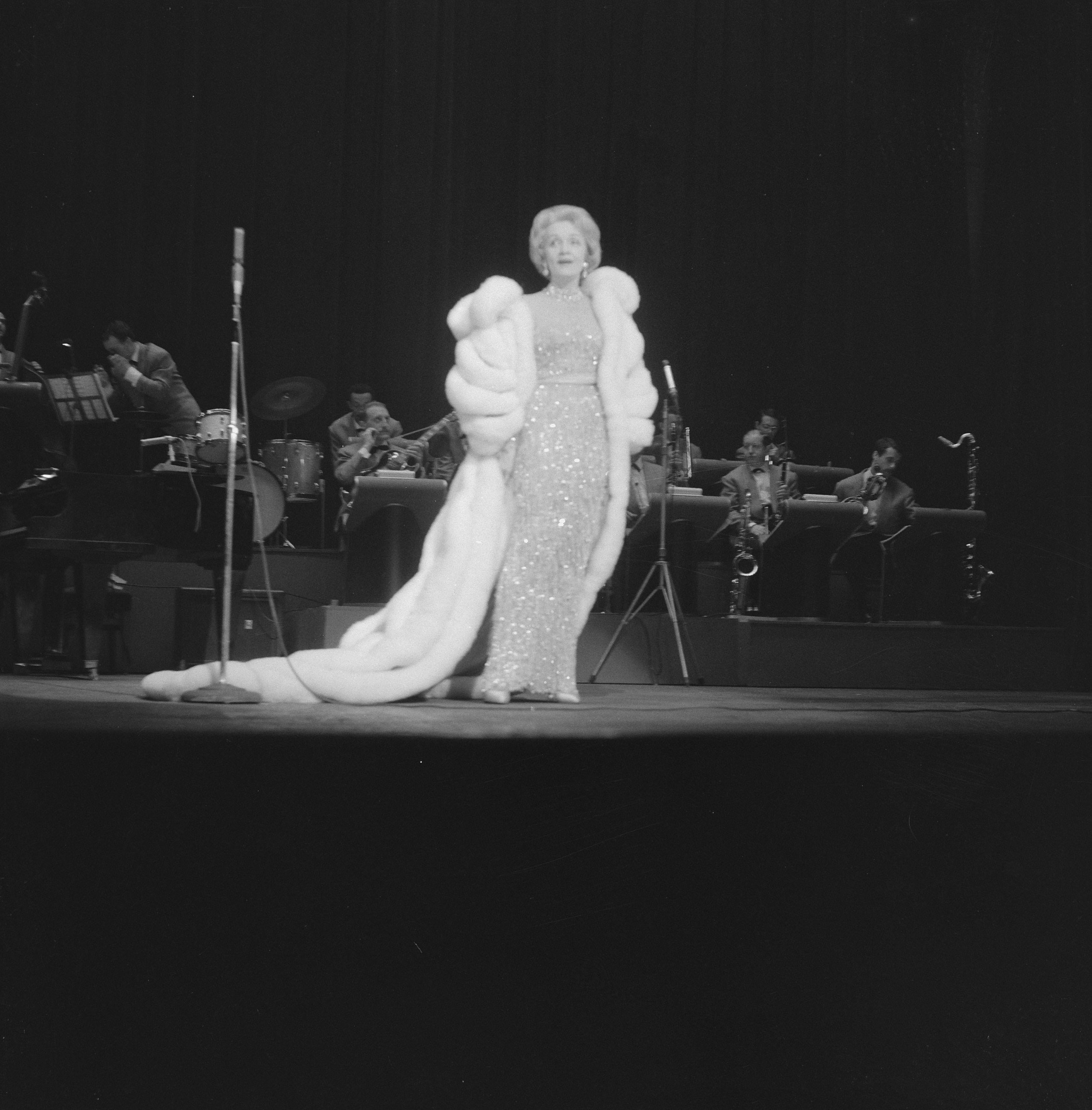
Marlene Dietrich in Kleid und Mantel aus Schwanenfell von Jean Louis bei ihrer One-Woman-Show (1960)

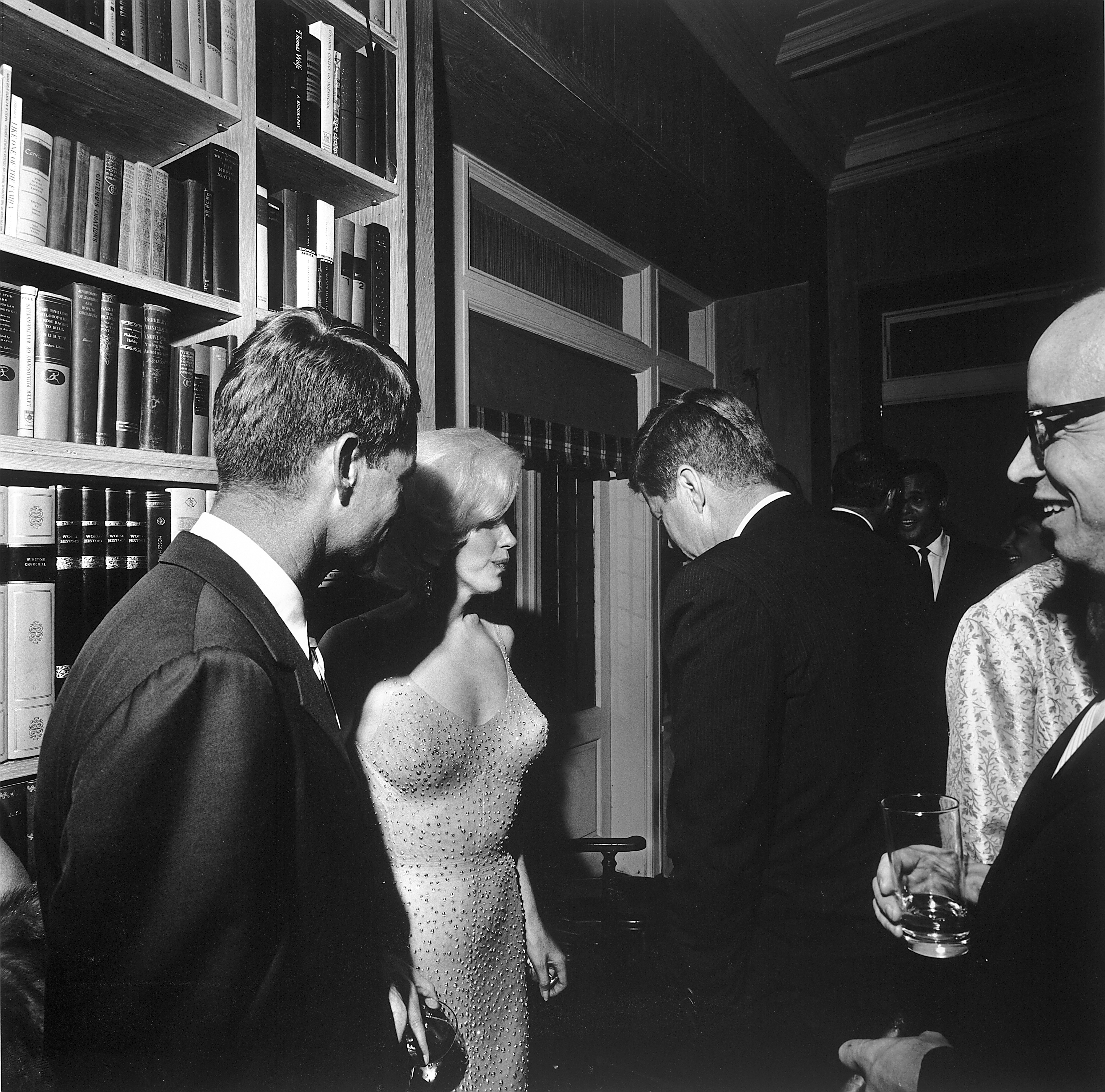
Marilyn Monroe im Kleid von Jean Louis nach der Präsidentengala mit Robert und John F. Kennedy (1962)

Jean Louis studierte in Paris Modedesign und ging in den frühen 1930er Jahren nach New York. Dort arbeitete er sieben Jahre lang bei der erfolgreichen Schmuck- und Modedesignerin Hattie Carnegie.
Daraufhin war er zwischen 1944 und 1960 Chefdesigner bei Columbia Pictures, wo er besonders häufig die Filmkostüme für Columbias damaligen größten Star Rita Hayworth entwarf. Mit seinem berühmten schwarzen Satinkleid, das Hayworth in der Titelrolle des Filmklassikers Gilda trug, ging Jean Louis in die Filmgeschichte ein. Für Hayworths berühmten „Tanz der Sieben Schleier“ in der Bibelverfilmung Salome erfand er 1953 eine Körperstrumpfhose aus hautfarbenem Nylon, das dem Zuschauer eine gewisse Nacktheit suggerieren sollte, ohne Hayworth tatsächlich zu entblößen.
Für großes Aufsehen sorgten auch seine Bühnenkleider für Marlene Dietrich und ihre One-Woman-Show, die laut Kritikern der Londoner Presse „die höchste Errungenschaft der Theaterwelt seit der Erfindung der Falltür“ gewesen seien. Ab 1961 arbeitete Jean Louis als freiberuflicher Designer für Filmproduktionen.
Sehr bekannt ist auch das von ihm entworfene hautenge Kleid, das Marilyn Monroe zusammen mit einer Hermelinstola bei der Geburtstagsfeier des US-Präsidenten John F. Kennedy im Madison Square Garden 1962 trug und dazu Happy Birthday, Mr. President sang. Dieses Kleid wurde 2016 auf einer Auktion für 4,8 Millionen Dollar versteigert.
Jean Louis war im Laufe seines Lebens zweimal verheiratet. Sechs Jahre nach dem Tod seiner ersten Frau heiratete er 1993 seine ehemalige Kundin, die Schauspielerin Loretta Young.

## Filmografie (Auswahl)
Spielfilme
- 1944: Secret Command
- 1944: Modell wider Willen (Together Again)
- 1945: Tonight and Every Night
- 1945: Leave It to Blondie
- 1945: 1001 Nacht (A Thousand and One Nights)
- 1945: Over 21
- 1945: Küsse und verschweig mir nichts! (Kiss and Tell)
- 1945: Mein Name ist Julia Ross (My Name Is Julia Ross)
- 1946: Der Bandit und die Königin (The Bandit of Sherwood Forest)
- 1946: Morgen ist die Ewigkeit (Tomorrow Is Forever)
- 1946: Gilda
- 1946: Gehaßt, gejagt, gefürchtet (Renegades)
- 1946: Sambafieber (The Thrill of Brazil)
- 1946: Der Jazzsänger (The Jolson Story)
- 1946: Flucht von der Teufelsinsel (The Return of Monte Cristo)
- 1946: Späte Sühne (Dead Reckoning)
- 1946: Der Held des Tages (The Kid from Brooklyn)
- 1947: Johnny O’Clock
- 1947: Abgekartetes Spiel (Framed)
- 1947: Eine Göttin auf Erden (Down to Earth)
- 1947: Die Lady von Shanghai (The Lady from Shanghai)
- 1948: Blutfehde (The Swordsman)
- 1948: Blut und Gold (Relentless)
- 1948: Opium (To the Ends of the Earth)
- 1948: Ein Mann für Millie (The Mating of Millie)
- 1948: Schwarze Pfeile (The Black Arrow)
- 1948: Dieser verrückte Mr. Johns! (The Fuller Brush Man)
- 1948: Liebesnächte in Sevilla (The Loves of Carmen)
- 1948: Liebe an Bord (Luxury Liner)
- 1948: Die Geliebte des Marschalls (The Gallant Blade)
- 1948: Ein Pferd namens October (The Return of October)
- 1948: Startbahn ins Glück (You Gotta Stay Happy)
- 1948: Der Richter von Colorado (The Man from Colorado)
- 1948: Lulu Belle
- 1949: Leicht französisch (Slightly French)
- 1949: Vor verschlossenen Türen (Knock on Any Door)
- 1949: Alarm in der Unterwelt (The Udercover Man)
- 1949: Jolson Sings Again
- 1949: Schweigegeld für Liebesbriefe (The Reckless Moment)
- 1949: Tokio-Joe (Tokyo Joe)
- 1949: Der Mann, der herrschen wollte (All the King's Men)
- 1949: Flitterwochen mit Hindernissen (Tell It to the Judge)
- 1949: Zwei Männer und drei Babies (And Baby Makes Three)
- 1949: Treibsand (The Walking Hills)
- 1949: Wir waren uns fremd (We Were Strangers)
- 1949: Der Berg des Schreckens (Lust for Gold)
- 1949: Der Mann, der zu Weihnachten kam (Mr. Soft Touch)
- 1950: Die Männerfeindin (A Woman of Distinction)
- 1950: Ladung für Kapstadt (Cargo to Capetown)
- 1950: Mein Glück in deine Hände (No Sad Songs for Me)
- 1950: Ein einsamer Ort (In a Lonely Place)
- 1950: Robin Hoods Vergeltung (Rogues of Sherwood Forest)
- 1950: Das skandalöse Mädchen (The Petty Girl)
- 1950: Seine Frau hilft Geld verdienen (The Fuller Brush Girl)
- 1950: Zwischen Mitternacht und Morgen (Between Midnight and Dawn)
- 1950: Die ist nicht von gestern (Born Yesterday)
- 1950: Liebe unter schwarzen Segeln (Fortunes of Captain Blood)
- 1951: Frauen und Toreros (The Brave Bull)
- 1951: Burg der Rache (Lorna Doone)
- 1951: Grenzpolizei in Texas (The Texas Rangers)
- 1951: Zwei von einer Sorte (Two of a Kind)
- 1951: Der Rächer von Casamare (Mask of the Avenger)
- 1951: Ein Held für zwei Stunden (Saturday's Hero)
- 1951: Der rote Falke von Bagdad (The Magic Carpet)
- 1951: Frauenraub in Marokko (Ten Tall Men)
- 1951: Das zweite Gesicht des Dr. Jekyll (The Son of Dr. Jekyll)
- 1952: Skandalblatt (Scandal Sheet)
- 1952: Ein Baby kommt selten allein (The First Time)
- 1952: Happy-End … und was kommt dann? (The Marrying Kid)
- 1952: Paula
- 1952: Der Brigant (The Brigand)
- 1952: Affäre in Trinidad (Affair in Trinidad)
- 1952: Die schwarze Isabell (Captain Pirate)
- 1952: Budapest antwortet nicht (Assignment – Paris)
- 1952: Das Himmelbett (The Four Poster)
- 1952: Lady Rotkopf (The Golden Hawk)
- 1952: Mein Sohn entdeckt die Liebe (The Happy Time)
- 1953: Salome
- 1953: Die Schlange vom Nil (Serpent of the Nile)
- 1953: Verdammt in alle Ewigkeit (From Here to Eternity)
- 1953: Heißes Eisen (The Big Heat)
- 1953: Fegefeuer (Miss Sadie Thompson)
- 1953: Die 5000 Finger des Dr. T. (The 5,000 Fingers of Dr. T.)
- 1954: Die unglaubliche Geschichte der Gladys Glover (It Should Happen to You)
- 1954: Der Kuß und das Schwert (The Iron Glove)
- 1954: Die Caine war ihr Schicksal (The Caine Mutiny)
- 1954: Schachmatt (Pushover)
- 1954: Lebensgier (Human Desire)
- 1954: Ein neuer Stern am Himmel (A Star Is Born)
- 1954: Eine glückliche Scheidung (Phffft)
- 1955: Mit Leib und Seele (The Long Grey Line)
- 1955: Rauhe Gesellen (The Violent Men)
- 1955: Liebe im Quartett (Three for the Show)
- 1955: In die Enge getrieben (Tight Spot)
- 1955: Meine Schwester Ellen (My Sister Ellen)
- 1955: Ehe in Fesseln (Queen Bee)
- 1955: Picknick (Picnic)
- 1956: Der Mann ohne Furcht (Jubal)
- 1956: Geliebt in alle Ewigkeit (The Eddie Duchin Story)
- 1956: Herbststürme (Autumn Leaves)
- 1956: Die Frau im goldenen Cadillac (The Solid Gold Cadillac)
- 1956: Wenn die Nacht anbricht (Nightfall)
- 1956: Ohne Liebe geht es nicht (You Can't Run Away From It)
- 1956: Die Monte-Carlo-Story (Monte Carlo)
- 1957: Ums nackte Leben (The Garment Jungle)
- 1957: Ein Herzschlag bis zur Ewigkeit (Jeanne Eagels)
- 1957: Zähl bis drei und bete (3:10 to Yuma)
- 1957: Hyänen der Straße (The Brothers Rico)
- 1957: Pal Joey
- 1957: Esther Costello (The Story of Esther Costello)
- 1958: Das letzte Hurra (The Last Hurrah)
- 1958: Meine Braut ist übersinnlich (Bell, Book and Candle)
- 1959: Sie kamen nach Cordura (They Came to Cordura)
- 1959: Der Zorn des Gerechten (The Last Angry Man)
- 1959: Solange es Menschen gibt (Imitation of Life)
- 1959: Mitten in der Nacht (Middle of the Night)
- 1959: Bettgeflüster (Pillow Talk)
- 1959: Plötzlich im letzten Sommer (Suddenly, Last Summer)
- 1960: Wer war die Dame? (Who Was That Lady?)
- 1960: Das Geheimnis der Dame in Schwarz (Portrait in Black)
- 1960: Fremde, wenn wir uns begegnen (Strangers When We Meet)
- 1960: Nur wenige sind auserwählt (Song Without End)
- 1961: Endstation Paris (Back Street)
- 1961: Nicht gesellschaftsfähig (The Misfits)
- 1961: Urteil von Nürnberg (Judgement at Nuremburg)
- 1962: … gefrühstückt wird zu Hause (If a Man Answers)
- 1962: Something’s Got to Give (unvollendet)
- 1963: Was diese Frau so alles treibt (The Thrill of It All)
- 1963: Der Fuchs geht in die Falle (For Love and Money)
- 1964: Zwei erfolgreiche Verführer (Bedtime Story)
- 1964: So bändigt man Eva (I'd Rather Be Rich)
- 1964: Schick mir keine Blumen (Send Me No Flowers)
- 1965: Widersteh, wenn du kannst (Bus Riley's Back in Town)
- 1965: Die 27. Etage (Mirage)
- 1965: Das Schlafzimmer ist nebenan (That Funny Feeling)
- 1965: Fremde Bettgesellen (Strange Bedfellows)
- 1965: Das Narrenschiff (Ship of Fools)
- 1966: New York Expreß (Blindfold)
- 1966: Madame X
- 1966: Das Mädchen aus der Cherry-Bar (Gambit)
- 1966: Modern Millie – Reicher Mann gesucht (Thoroughly Modern Millie)
- 1966: Willkommen, Mister B. (A Man Could Get Killed)
- 1967: 25 000 Dollar für einen Mann (Banning)
- 1967: Rosie!
- 1967: P. J. – Der Gnadenlose (P. J.)
- 1967: Das Teufelsweib von Texas (The Ballad of Josie)
- 1967: Rat mal, wer zum Essen kommt (Guess Who's Coming to Dinner)
- 1968: Mit allen Wassern gewaschen (Don't Just Stand There!)
- 1968: Die mit den Wölfen heulen (The Hell with Heroes)
- 1969: Der Dritte im Hinterhalt (Marlowe)
- 1973: Der verlorene Horizont (Lost Horizon)
- 1973: Vierzig Karat (40 Carats)

Fernsehserien
- 1965: Gauner gegen Gauner (The Rogues) – eine Folge
- 1965–1968: Green Acres – 5 Folgen

## Auszeichnungen
Zwischen den Jahren von 1950 bis 1967 war Jean Louis dreizehn Mal für den Oscar in der Kategorie Bestes Kostümdesign nominiert. Im Jahre 1957 gewann er die begehrte Trophäe für die Filmkostüme von Die Frau im goldenen Cadillac (The Solid Gold Cadillac). Weitere Oscarnominierungen erhielt er für folgende Filme:
- 1950: Die ist nicht von gestern (Born Yesterday)
- 1952: Affäre in Trinidad (Affair in Trinidad)
- 1953: Verdammt in alle Ewigkeit (From Here to Eternity)
- 1954: Die unglaubliche Geschichte der Gladys Glover (It Should Happen To You)
- 1954: Ein neuer Stern am Himmel (A Star Is Born)
- 1955: Ehe in Fesseln (Queen Bee)
- 1957: Pal Joey (Pal Joey)
- 1958: Meine Braut ist übersinnlich (Bell, Book and Candle)
- 1961: Urteil von Nürnberg (Judgment at Nuremberg)
- 1961: Endstation Paris (Back Street)
- 1965: Das Narrenschiff (Ship of Fools)
- 1966: Das Mädchen aus der Cherry-Bar (Gambit)
- 1967: Modern Millie – Reicher Mann gesucht (Thoroughly Modern Millie)